# Mendeliaanse overerving
Mendeliaanse overerving is de biologische overerfbaarheid van een eigenschap op basis van een enkel gen of meer specifiek een locus. Deze wetten werden het eerst opgesteld door de Moravisch-Oostenrijkse monnik Gregor Mendel (1822-1884), maar daarna vergeten en pas rond 1900 herontdekt. De wetten vormen de grondslag van de klassieke genetica (erfelijkheidsleer). Ze gaan ervan uit dat elk individu twee allelen voor dezelfde eigenschap bezit en deze willekeurig uit de vier verschillende allelen van de ouders ontvangt. Het fenotype van het individu hangt ervan af welk van de twee allelen dominant is, en welk recessief. Doordat individuen beide allelen kunnen doorgeven aan hun nageslacht, bevinden zich onder de nakomelingen zowel individuen met het dominante als het recessieve fenotype.
Bij veel fenotypes zijn meer loci betrokken en bij deze polygenie is dan ook sprake van niet-mendeliaanse overerving.

## Onderzoek
De monnik Gregor Mendel kruiste in het midden van de 19e eeuw verschillende variëteiten van de erwtenplant Pisum sativum, om onderzoek te doen naar de overerving van de verschillende eigenschappen van deze erwt. Later onderzoek toonde aan, dat de door hem gevonden wetmatigheden ook opgaan voor andere soorten, waaronder de mens.
De korte conclusie van Mendels onderzoek was, dat verscheidene paren van contrasterende eigenschappen voortkomen uit een factor die alternatieve vormen heeft. Elke plant heeft één paar van deze factoren die een bepaalde eigenschap bepalen, één factor van elke ouderplant.
Mendel wist nog niet van DNA, genen of chromosomen. Wat hij een factor noemde wordt tegenwoordig als een gen aangeduid en de alternatieve vormen van een gen worden allelen genoemd.
Een mendeliaanse overerving van een bepaalde eigenschap is een overerving waarbij de nakomeling van elk van beide ouders één genvariant (allel) ontvangt. De twee varianten samen (een van de mannelijke ouder, een van de vrouwelijke ouder) bepalen het genotype, welke eigenschap de nakomeling zal gaan vertonen (het fenotype). Eén genvariant is hierbij dominant, de andere recessief. Alleen wanneer een nakomeling van beide ouders de recessieve genvariant ontvangt, zal deze nakomeling de recessieve eigenschap laten zien. Bij het aanwezig zijn van één kopie van beide genvarianten zal de dominante genvariant overheersen over de recessieve variant. Dit is dus onafhankelijk van de afkomst van deze genvarianten: het maakt niet uit of de dominante genvariant van de vrouwelijke of van de mannelijke ouder komt.

## Mendels experimenten

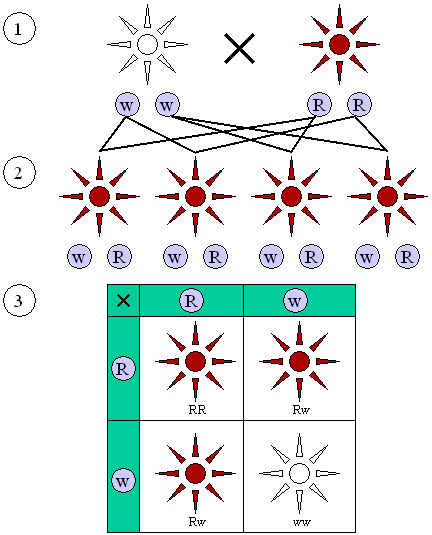
Een mendeliaanse overerving in een bloemensoort met een dominante (R, rode kleur) en een recessieve eigenschap (w, witte kleur). 1: De ene ouderplant is homozygoot voor de recessieve eigenschap (ww) terwijl de andere bloem homozygoot is voor de dominante eigenschap (RR). 2: In de eerste generatie nakomelingen (F1) zijn alle bloemen rood en hebben zij alle hetzelfde genotype: wR. 3: In de tweede generatie nakomelingen (F2), ontstaan na kruising van planten uit de eerste generatie, is 75% van de planten rood en 25% wit. Alle witte planten hebben ww, de rode planten zijn voor 2/3e deel wR en voor 1/3e deel RR

Bij het kruisen van de erwtenplanten lette Mendel op de verschillende kenmerken van deze planten en bekeek elk kenmerk afzonderlijk. Normaal gesproken bestuiven erwtenplanten zichzelf en elkaar via bestuiving door de lucht, maar Mendel schermde de planten zodanig af, dat hij zelf de bestuiving kon regelen (door het stuifmeel van de ene gewenste plant aan te brengen op de andere plant waarin hij geïnteresseerd was). Hierdoor had hij volledige controle over zijn experiment.
De zeven eigenschappen van de erwtenplanten die Mendel bestudeerde, konden elk op twee mogelijke manieren voorkomen en waren de volgende:
- zaadvorm (glad of gerimpeld)
- zaadlobkleur (groen of geel)
- zaadhuidkleur
- peulvorm
- peulkleur
- plaats van de peul aan de stengel
- de lengte van de stengel (kort of lang)

Mendel kruiste in zijn eerste experiment twee planten die verschilden in de eigenschap die hij op dat moment bestudeerde (hij bestudeerde de eigenschappen een voor één, niet alle tegelijk). Hij zag dat na kruising van twee planten elke plant van de eerste generatie (die hij aanduidde als F1) de eigenschappen van een van de ouderplanten had. De eigenschap die in de eerste generatie tot expressie komt is dominant en de alternatieve eigenschap is recessief.
In de tweede generatie (aangeduid met F2), die ontstond na kruising van twee planten uit de eerste generatie (F1) liet 75% van de planten de dominante kenmerken zien, terwijl 25% van de planten de recessieve eigenschappen had. Nu konden de recessieve eigenschappen doorgekweekt worden, waarbij in latere generaties geen veranderingen aan de eigenschap meer optraden. Als de exemplaren met dominante eigenschappen echter werden doorgekweekt hield een vierde (25%) deel hiervan voor 100% de dominante eigenschappen, terwijl het overige deel weer dezelfde 3:1 verdeling tussen dominante en recessieve eigenschappen liet zien als de F2-generatie.
Mendel stelde de volgende hypothese op:
- Verscheidene paren van contrasterende eigenschappen komen voort uit een factor die alternatieve vormen heeft. Elke plant heeft één paar van deze factoren die een bepaalde eigenschap bepalen, één factor van elke ouderplant.

### De Wetten van Mendel
Mendel heeft drie wetten gevormd;
- De uniformiteitswet: als je twee raszuivere individuen (die maar een kenmerk verschillen) met elkaar kruist, dan zijn de F1-nakomelingen onderling identiek.
- De splitsingswet: bij onderlinge kruising van individuen uit de eerste uniforme generatie krijg je nakomelingen met verschillende genotypen. Daarbij komen de kenmerken in een vaste getalsverhouding tot uiting: 3:1 bij dominant-recessieve overerving en 1:2:1 bij partiële (of co-) dominantie.
- De onafhankelijkheidswet of reciprociteitswet: de verschillende kenmerken worden onafhankelijk van elkaar overgeërfd, indien ze op verschillende chromosomen liggen.

### Berekening van het genotype en fenotype

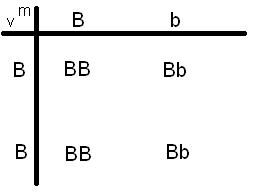
Kruisingsdiagram

Het genotype is bij voortplanting door een relatief eenvoudig sommetje te bepalen, bijvoorbeeld de kans op een kind met blauwe ogen. Hoewel de oogkleur in werkelijkheid door verschillende genen wordt bepaald, wordt het probleem hier versimpeld tot een enkel gen. Het gen voor bruine ogen is dominant en het gen voor blauwe ogen is recessief. Een homozygote moeder met bruine ogen (BB) krijgt een nakomeling met een heterozygote vader met bruine ogen (Bb). Om het aantal verschillende soorten nakomelingen te bepalen, wordt een kruisschema (vierkant van Punnett) gemaakt. Let wel, het vierkant van Punnett kan niet worden gebruikt voor het berekenen van de kans op een specifiek fenotype.
Zoals te zien is zijn er twee verschillende genotypes mogelijk, BB en Bb. Het fenotype dat bij deze genotypes hoort is in alle twee de gevallen bruin. De kans op een kind met blauwe ogen is dus 0/4=0% en de kans op een kind met bruine ogen is 4/4=100%. Desondanks is de kans op een kind dat drager is van blauwe ogen 2/4=50%.